# Зеркала Архимеда
Архимед, возможно, использовал зеркала, действующие вместе, как параболический отражатель солнечного света, чтобы сжечь корабли, атакующие город Сиракузы.
Автор II века н. э. Луциан (Lucian) писал, что во время осады Сиракуз (214—212 годы до н. э.) Архимед уничтожил вражеские корабли огнём. Спустя столетия, Анфимий из Тралл упоминает его как оружие Архимеда.
Устройство, иногда называемое «огненным лучом Архимеда», использовалось для фокусировки солнечного света на приближающиеся корабли, заставляя их загораться. В современную эпоху подобные устройства были построены и могут называться гелиостатом или солнечной печью.

## Эксперименты
Это предполагаемое оружие было предметом продолжающихся дебатов о его достоверности со времён Возрождения. Рене Декарт отверг его как ложное, в то время как современные исследователи пытались воссоздать эффект, используя только средства, которые были доступны Архимеду. Было предположено, что большой набор хорошо отполированных бронзовых или медных щитов воинов, выступающих в качестве зеркал, мог быть использован для фокусировки солнечного света на корабль.
Испытание теплового луча Архимеда было проведено в 1973 году греческим ученым Иоаннисом Саккасом (греч. Ιωάννης Σακάς). Эксперимент проходил на военно-морской базе Скарамангас за пределами Афин. В нём было использовано 70 зеркал, каждое с медным покрытием и размером около 1,5 м × 1 м. Зеркала фокусировались на фанерный макет римского военного корабля на расстоянии около 50 м. Когда зеркала были точно сфокусированы, корабль за несколько секунд загорелся. Фанерный корабль имел покрытие из смолы, что могло способствовать горению. Покрытие из смолы было обычным явлением на судах в классическую эпоху.
В октябре 2005 года группа студентов Массачусетского технологического института провела эксперимент с использованием 127 однофутовых (30 см) квадратных зеркальных плиток, ориентированных на макет деревянного корабля на расстоянии около 30 метров. Пламя вспыхнуло на клочке корабля, но только после того, как небо стало безоблачным, а корабль оставался неподвижным около десяти минут. Был сделан вывод о том, что данное устройство является практически осуществимым оружием в этих условиях.
Группа Массачусетского технологического института повторила эксперимент в научно-популярной программе (телешоу) американского телеканала Discovery Channel «Разрушители легенд», используя в качестве мишени деревянную рыбацкую лодку в Сан-Франциско. Снова произошло некоторое обугливание, наряду с небольшим количеством пламени. Чтобы загореться, древесина должна достичь температуры самовоспламенения, около 300 °С.
Когда «Разрушители легенд» транслировали результаты эксперимента в Сан-Франциско в январе 2006 года, эксперимент был отнесён к категории «провалившихся» (или неудачных) из-за продолжительности времени и идеальных погодных условий, необходимых для горения. Было также отмечено, что поскольку Сиракузы обращены к морю в восточном направлении, римский флот должен был бы атаковать утром для оптимального сбора света зеркалами. Также указано, что обычные вооружения, такие как пылающие стрелы или болты из катапульты, были бы гораздо более простым способом поджога корабля на коротких расстояниях.
В декабре 2010 года «Разрушители легенд» снова изучили историю теплового луча в специальной программе под названием «Вызов президента» (англ. President’s Challenge). Было проведено несколько экспериментов, в том числе масштабные испытания с 500 школьниками, направивших зеркала на макет. Римское парусное судно было в 120 м от отеля. Во всех экспериментах парусу не удалось достичь температуры 210 °C, необходимой для того, чтобы загореться, и приговор был снова «провал». Шоу пришло к выводу, что более вероятный эффект зеркал был бы ослепляющим или отвлекающим экипаж корабля.